# Liste der denkmalgeschützten Objekte in Spišská Belá
Die Liste der denkmalgeschützten Objekte in Spišská Belá enthält die 48 nach slowakischen Denkmalschutzvorschriften geschützten Objekte in der Gemeinde Spišská Belá im Okres Kežmarok.

## Denkmäler
| Foto |                 | Denkmal / č. ÚZPF                            | Standort / Konskr. Nr.                                              | Offizielle Beschreibung                               | Beschreibung                                                     | Metadaten                                                                  |
| ---- | --------------- | -------------------------------------------- | ------------------------------------------------------------------- | ----------------------------------------------------- | ---------------------------------------------------------------- | -------------------------------------------------------------------------- |
| ja   | Datei hochladen | Statue(sk) ObjektID: 703-4537/0              | Standort KG: Spišská Belá Konskr.Nr.:                               | Panna Mária-Immaculata; Nepoškvrnená Panna Mária      | Unbefleckte Jungfrau Maria                                       | č. NKP: 703-4537/0 Stand des NKP: 2012-02-08 Name: SOCHA                   |
|      | Datei hochladen | Aufbahrungskapelle(sk) ObjektID: 703-11345/1 | KG: Spišská Belá Konskr.Nr.:                                        | rod.Weber Samuel; 1835-1908,kňaz,historik             | Familie Samuel Weber, Historiker, Priester                       | č. NKP: 703-11345/1 Stand des NKP: 2012-02-08 Name: KAPLNKA POHREBNÁ       |
|      | Datei hochladen | Aufbahrungskapelle(sk) ObjektID: 703-11345/2 | KG: Spišská Belá Konskr.Nr.:                                        | rod.Koch; Rodina Koch                                 | Familie Koch?                                                    | č. NKP: 703-11345/2 Stand des NKP: 2012-02-08 Name: KAPLNKA POHREBNÁ       |
|      | Datei hochladen | Aufbahrungskapelle(sk) ObjektID: 703-11345/3 | KG: Spišská Belá Konskr.Nr.:                                        | rod.Roth; Rodina Roth                                 | Familie Roth?                                                    | č. NKP: 703-11345/3 Stand des NKP: 2012-02-08 Name: KAPLNKA POHREBNÁ       |
|      | Datei hochladen | Aufbahrungskapelle(sk) ObjektID: 703-11345/4 | KG: Spišská Belá Konskr.Nr.:                                        | rod.Weisz a Haasz; Rodina Weisz a Haasz               | Familien Weisz und Haasz                                         | č. NKP: 703-11345/4 Stand des NKP: 2012-02-08 Name: KAPLNKA POHREBNÁ       |
|      | Datei hochladen | Grabstein(sk) ObjektID: 703-11345/5          | KG: Spišská Belá Konskr.Nr.:                                        | murovaný; Rodina Ludvigh a Asszonyi                   | Familien Ludvigh und Asszonyi                                    | č. NKP: 703-11345/5 Stand des NKP: 2012-02-08 Name: NÁHROBOK               |
|      | Datei hochladen | Grabstein(sk) ObjektID: 703-11345/6          | KG: Spišská Belá Konskr.Nr.:                                        | murovaný; Rodina Reich-Roth                           | Familie Reich-Roth                                               | č. NKP: 703-11345/6 Stand des NKP: 2012-02-08 Name: NÁHROBOK               |
|      | Datei hochladen | Grabstein(sk) ObjektID: 703-11345/7          | KG: Spišská Belá Konskr.Nr.:                                        | murovaný; Rod.Jachmann a Szimonisz                    | Familien Jachmann und Szimonisz                                  | č. NKP: 703-11345/7 Stand des NKP: 2012-02-08 Name: NÁHROBOK               |
|      | Datei hochladen | Grabstein(sk) ObjektID: 703-11345/8          | KG: Spišská Belá Konskr.Nr.:                                        | murovaný; Rodina Danielisz                            | Familie Danielisz                                                | č. NKP: 703-11345/8 Stand des NKP: 2012-02-08 Name: NÁHROBOK               |
|      | Datei hochladen | Grabstein(sk) ObjektID: 703-11345/9          | KG: Spišská Belá Konskr.Nr.:                                        | Greisiger M.Dr.; 1851-1912,lekár,polyhist.            | Dr. M. Greisinger, Arzt, Universalgelehrter                      | č. NKP: 703-11345/9 Stand des NKP: 2012-02-08 Name: NÁHROBOK               |
|      | Datei hochladen | Grabstein(sk) ObjektID: 703-11345/10         | KG: Spišská Belá Konskr.Nr.:                                        | murovaný; Rodina Lersch                               | Familie Lersch                                                   | č. NKP: 703-11345/10 Stand des NKP: 2012-02-08 Name: NÁHROBOK              |
|      | Datei hochladen | Grabstein(sk) ObjektID: 703-11345/11         | KG: Spišská Belá Konskr.Nr.:                                        | murovaný; Rodina Langh                                | Familie Langh                                                    | č. NKP: 703-11345/11 Stand des NKP: 2012-02-08 Name: NÁHROBOK              |
|      | Datei hochladen | Grabstein(sk) ObjektID: 703-11345/12         | KG: Spišská Belá Konskr.Nr.:                                        | Ludvich Ján a Július; 1812-1870,1841-1919             | Ján und Július Ludvich                                           | č. NKP: 703-11345/12 Stand des NKP: 2012-02-08 Name: NÁHROBOK              |
|      | Datei hochladen | Grabstein(sk) ObjektID: 703-11345/13         | KG: Spišská Belá Konskr.Nr.:                                        | murovaný; Rodina Schmeisz                             | Familie Schmeisz                                                 | č. NKP: 703-11345/13 Stand des NKP: 2012-02-08 Name: NÁHROBOK              |
|      | Datei hochladen | Grabstein(sk) ObjektID: 703-11345/14         | KG: Spišská Belá Konskr.Nr.:                                        | murovaný; Rodina Gresch                               | Familie Gresch                                                   | č. NKP: 703-11345/14 Stand des NKP: 2012-02-08 Name: NÁHROBOK              |
| ja   | Datei hochladen | Bürgerhaus(sk) ObjektID: 703-950/0           | Hviezdoslavova ul. 20 Standort KG: Spišská Belá Konskr.Nr.: 380     | radový                                                | Reihenhaus                                                       | č. NKP: 703-950/0 Stand des NKP: 2012-02-08 Name: DOM MEŠTIANSKY           |
| ja   | Datei hochladen | Bürgerhaus(sk) ObjektID: 703-11668/1         | Hviezdoslavova ul. 21 Standort KG: Spišská Belá Konskr.Nr.: 379     | priechodový,radový; Mestská knižnica,Greisigerov d    | Reihenhaus, Stadtbibliothek                                      | č. NKP: 703-11668/1 Stand des NKP: 2012-02-08 Name: DOM MEŠTIANSKY PAMÄTNÝ |
| BW   | Datei hochladen | Gedenktafel(sk) ObjektID: 703-11668/2        | Hviezdoslavova ul. 21 Standort KG: Spišská Belá Konskr.Nr.: 379     | Greisiger Michal MUDr.; 1851-1912,lekár               | für Dr. Michael Greisiger, Arzt                                  | č. NKP: 703-11668/2 Stand des NKP: 2012-02-08 Name: TABUĽA PAMÄTNÁ         |
| BW   | Datei hochladen | Pfarrhof(sk) ObjektID: 703-963/0             | Hviezdoslavova ul. 27 Standort KG: Spišská Belá Konskr.Nr.: 373     | r.k.                                                  | römisch-katholische Pfarrei                                      | č. NKP: 703-963/0 Stand des NKP: 2012-02-08 Name: FARA                     |
| BW   | Datei hochladen | Bürgerhaus(sk) ObjektID: 703-951/0           | Hviezdoslavova ul. 34 Standort KG: Spišská Belá Konskr.Nr.: 366     | radový                                                | Reihenhaus                                                       | č. NKP: 703-951/0 Stand des NKP: 2012-02-08 Name: DOM MEŠTIANSKY           |
| BW   | Datei hochladen | Bürgerhaus(sk) ObjektID: 703-952/0           | Hviezdoslavova ul. 48 Standort KG: Spišská Belá Konskr.Nr.: 352     | radový                                                | Reihenhaus                                                       | č. NKP: 703-952/0 Stand des NKP: 2012-02-08 Name: DOM MEŠTIANSKY           |
| BW   | Datei hochladen | Bürgerhaus(sk) ObjektID: 703-953/0           | Hviezdoslavova ul. 50 Standort KG: Spišská Belá Konskr.Nr.: 350     | radový                                                | Reihenhaus                                                       | č. NKP: 703-953/0 Stand des NKP: 2012-02-08 Name: DOM MEŠTIANSKY           |
| ja   | Datei hochladen | Kirche(sk) ObjektID: 703-964/0               | Letná ul. 6 Standort KG: Spišská Belá Konskr.Nr.: 4                 | ev.a.v.; evanjelický kostol                           | evangelische Kirche                                              | č. NKP: 703-964/0 Stand des NKP: 2012-02-08 Name: KOSTOL                   |
| BW   | Datei hochladen | Denkmal(sk) ObjektID: 703-1439/0             | Petzvalova ul. 0 Standort KG: Spišská Belá Konskr.Nr.: 0            | padlí a obete,                                        | für Gefallene und Opfer des Nationalaufstandes                   | č. NKP: 703-1439/0 Stand des NKP: 2012-02-08 Name: POMNÍK                  |
| ja   | Datei hochladen | Bürgerhaus(sk) ObjektID: 703-11667/0         | Petzvalova ul. 16 Standort KG: Spišská Belá Konskr.Nr.: 265         | nárožný; lekáreň                                      | Eckhaus, Apotheke                                                | č. NKP: 703-11667/0 Stand des NKP: 2012-02-08 Name: DOM MEŠTIANSKY         |
| ja   | Datei hochladen | Kirche(sk) ObjektID: 703-965/1               | Petzvalova ul. 26 Standort KG: Spišská Belá Konskr.Nr.: 2           | r.k.sv.Antona Pustovníka; kostol sv.Antona Pustovníka | römisch-katholische Kirche St. Antonius Eremit                   | č. NKP: 703-965/1 Stand des NKP: 2012-02-08 Name: KOSTOL                   |
| ja   | Datei hochladen | Glockenturm(sk) ObjektID: 703-965/2          | Petzvalova ul. 19 Standort KG: Spišská Belá Konskr.Nr.: 3           | murovaná                                              |                                                                  | č. NKP: 703-965/2 Stand des NKP: 2012-02-08 Name: ZVONICA                  |
| ja   | Datei hochladen | Gedenkstätte(sk) ObjektID: 703-954/1         | Petzvalova ul. 30 Standort KG: Spišská Belá Konskr.Nr.: 286         | Petzval J.M.; 1807-1891,fyzik                         | für Jozef Maximilián Petzval, Physiker, Mathematiker             | č. NKP: 703-954/1 Stand des NKP: 2012-02-08 Name: DOM PAMÄTNÝ              |
| ja   | Datei hochladen | Gedenktafel(sk) ObjektID: 703-954/2          | Petzvalova ul. 30 Standort KG: Spišská Belá Konskr.Nr.: 286         | Petzval J.M.; 1807-1891,fyzik                         | an den Physiker Josef Maximilian Petzval, der hier geboren wurde | č. NKP: 703-954/2 Stand des NKP: 2012-02-08 Name: TABUĽA PAMÄTNÁ           |
| ja   | Datei hochladen | Denkmal(sk) ObjektID: 703-954/3              | Petzvalova ul. 30 Standort KG: Spišská Belá Konskr.Nr.: 286         | Petzval J.M.; 1807-1891,fyzik                         | Denkmal für Petzval                                              | č. NKP: 703-954/3 Stand des NKP: 2012-02-08 Name: POMNÍK                   |
| BW   | Datei hochladen | Bürgerhaus(sk) ObjektID: 703-955/0           | Slnečná ul. 3 Standort KG: Spišská Belá Konskr.Nr.: 96              | radový                                                | Reihenhaus                                                       | č. NKP: 703-955/0 Stand des NKP: 2012-02-08 Name: DOM MEŠTIANSKY           |
| BW   | Datei hochladen | Bürgerhaus(sk) ObjektID: 703-956/0           | Slnečná ul. 7 Standort KG: Spišská Belá Konskr.Nr.: 100             | radový                                                | Reihenhaus                                                       | č. NKP: 703-956/0 Stand des NKP: 2012-02-08 Name: DOM MEŠTIANSKY           |
| BW   | Datei hochladen | Bürgerhaus(sk) ObjektID: 703-957/0           | Slnečná ul. 16 Standort KG: Spišská Belá Konskr.Nr.: 109            | radový                                                | Reihenhaus                                                       | č. NKP: 703-957/0 Stand des NKP: 2012-02-08 Name: DOM MEŠTIANSKY           |
| BW   | Datei hochladen | Bürgerhaus(sk) ObjektID: 703-4694/0          | Slnečná ul. 49 Standort KG: Spišská Belá Konskr.Nr.: 142            | radový                                                | Reihenhaus                                                       | č. NKP: 703-4694/0 Stand des NKP: 2012-02-08 Name: DOM MEŠTIANSKY          |
|      | Datei hochladen | Bürgerhaus(sk) ObjektID: 703-4703/0          | Štefánikova ul. 2 KG: Spišská Belá Konskr.Nr.: 90                   | prejazdový,radový                                     | Reihenhaus                                                       | č. NKP: 703-4703/0 Stand des NKP: 2012-02-08 Name: DOM MEŠTIANSKY          |
| BW   | Datei hochladen | Bürgerhaus(sk) ObjektID: 703-4704/0          | Štefánikova ul. 3 Standort KG: Spišská Belá Konskr.Nr.: 89          | prejazdový,radový; dvojdom                            | Reihenhaus, Doppelhaus                                           | č. NKP: 703-4704/0 Stand des NKP: 2012-02-08 Name: DOM MEŠTIANSKY          |
| BW   | Datei hochladen | Bürgerhaus(sk) ObjektID: 703-4705/0          | Štefánikova ul. 5 Standort KG: Spišská Belá Konskr.Nr.: 87          | radový                                                | Reihenhaus                                                       | č. NKP: 703-4705/0 Stand des NKP: 2012-02-08 Name: DOM MEŠTIANSKY          |
| BW   | Datei hochladen | Bürgerhaus(sk) ObjektID: 703-4706/0          | Štefánikova ul. 6 Standort KG: Spišská Belá Konskr.Nr.: 86          | radový                                                | Reihenhaus                                                       | č. NKP: 703-4706/0 Stand des NKP: 2012-02-08 Name: DOM MEŠTIANSKY          |
| BW   | Datei hochladen | Bürgerhaus(sk) ObjektID: 703-4707/0          | Štefánikova ul. 7 Standort KG: Spišská Belá Konskr.Nr.: 85          | prejazdový,radový                                     | Reihenhaus                                                       | č. NKP: 703-4707/0 Stand des NKP: 2012-02-08 Name: DOM MEŠTIANSKY          |
| BW   | Datei hochladen | Bürgerhaus(sk) ObjektID: 703-4708/0          | Štefánikova ul. 8 Standort KG: Spišská Belá Konskr.Nr.: 84          | prejazdový,radový                                     | Reihenhaus                                                       | č. NKP: 703-4708/0 Stand des NKP: 2012-02-08 Name: DOM MEŠTIANSKY          |
| BW   | Datei hochladen | Bürgerhaus(sk) ObjektID: 703-4709/0          | Štefánikova ul. 9 Standort KG: Spišská Belá Konskr.Nr.: 83          | prejazdový,radový                                     | Reihenhaus                                                       | č. NKP: 703-4709/0 Stand des NKP: 2012-02-08 Name: DOM MEŠTIANSKY          |
| BW   | Datei hochladen | Bürgerhaus(sk) ObjektID: 703-4710/0          | Štefánikova ul. 17 Standort KG: Spišská Belá Konskr.Nr.: 75         | nárožný                                               | Eckhaus                                                          | č. NKP: 703-4710/0 Stand des NKP: 2012-02-08 Name: DOM MEŠTIANSKY          |
| BW   | Datei hochladen | Bürgerhaus(sk) ObjektID: 703-4711/0          | Štefánikova ul. 18 Standort KG: Spišská Belá Konskr.Nr.: 74         | prejazdový,nárožný                                    | Eckhaus                                                          | č. NKP: 703-4711/0 Stand des NKP: 2012-02-08 Name: DOM MEŠTIANSKY          |
| BW   | Datei hochladen | Bürgerhaus(sk) ObjektID: 703-962/0           | Zimná ul. 25 Standort KG: Spišská Belá Konskr.Nr.: 423              | radový                                                | Reihenhaus                                                       | č. NKP: 703-962/0 Stand des NKP: 2012-02-08 Name: DOM MEŠTIANSKY           |
| ja   | Datei hochladen | Schloss(sk) ObjektID: 703-983/1              | Medňanského Vladislava ul. 25 Standort KG: Strážky Konskr.Nr.: 1086 |                                                       | Herrenhaus                                                       | č. NKP: 703-983/1 Stand des NKP: 2012-02-08 Name: KAŠTIEĽ                  |
| ja   | Datei hochladen | Park(sk) ObjektID: 703-983/2                 | Medňanského Vladislava ul. Standort KG: Strážky Konskr.Nr.:         |                                                       |                                                                  | č. NKP: 703-983/2 Stand des NKP: 2012-02-08 Name: PARK                     |
| ja   | Datei hochladen | Kirche(sk) ObjektID: 703-983/3               | Medňanského Vladislava ul. 46 Standort KG: Strážky Konskr.Nr.: 1070 | r.k.sv.Anny; r.k.kostol sv.Anny                       | römisch-katholische Kirche St. Anna                              | č. NKP: 703-983/3 Stand des NKP: 2012-02-08 Name: KOSTOL                   |
| ja   | Datei hochladen | Glockenturm(sk) ObjektID: 703-983/4          | Medňanského Vladislava ul. 48 Standort KG: Strážky Konskr.Nr.: 1071 |                                                       |                                                                  | č. NKP: 703-983/4 Stand des NKP: 2012-02-08 Name: ZVONICA                  |

## Legende
Die Tabelle enthält im Einzelnen folgende Informationen:
| Foto:                    | Fotografie des Denkmals. |
| Denkmal / č. ÚZPF:       | Die Übersetzung der Bezeichnung des Denkmals, wie sie vom Slowakischen Denkmalamt (Pamiatkový úrad Slovenskej republiky) verwendet wird. Die Originalbezeichnung ist unter dem Fragezeichen angegeben. Fehlt die Übersetzung, so wird die Originalbezeichnung direkt angezeigt. Weiters ist die Objekt-Identifikationsnummer (Objekt ID) angeführt. Sie ist die offizielle, in der Slowakei eindeutige Nummer č. ÚZPF inklusive der zugehörigen Zählnummer, wie sie in den Daten des Denkmalamtes angegeben wird. Da diese nur innerhalb eines Landkreises gezählt wird, ist dessen Nummer der Denkmalnummer vorangestellt. |
| Standort:                | Wenn in der Liste vorhanden, ist die Adresse angegeben. In Klammern kann sich noch eine zusätzliche Adresse befinden, wenn es beispielsweise ein Eckhaus ist. Bei freistehenden Objekten ohne Adresse (zum Beispiel bei Bildstöcken) ist eine Adresse angegeben, die in der Nähe des Objekts liegt. Durch Aufruf des Links Standort wird die Lage des Denkmals in verschiedenen Kartenprojekten angezeigt. Darunter sind die Katastralgemeinde (KG) und, wenn vorhanden, die Konskriptionsnummer (Konskr. Nr.) angegeben.                                                                                                   |
| Offizielle Beschreibung: | Es ist die Kurzbeschreibung auf Slowakisch, wie sie in den offiziellen Listen angegeben ist, eingetragen. |
| Beschreibung:            | Kurze Angaben zum Denkmal auf Deutsch. |
| Metadaten:               | Zusätzlich werden, wenn in den persönlichen Einstellungen das Helferlein Dauerhaftes Einblenden von Metadaten aktiviert ist, ebensolche angezeigt. |

- Karte mit allen Koordinaten:
- OSM |
- WikiMap